# René Linkenheld
René Linkenheld est un footballeur français né le 8 mars 1928 à Strasbourg. Il était milieu offensif.
Il décède le 25 décembre 1995 d'une crise cardiaque à Colmar.

## Carrière
De 1946 à 1949, il évolue aux SR Colmar, d'abord en D2, puis en Division 1, où il joue 31 matchs, marquant un but.
Après le dépôt de bilan de son club, il part au FC Metz, où il restera jusqu'en 1955 à l'exception de la saison 1952-1953, jouée au FC Nancy. À Metz, il joue 53 matchs en D1, et marque 12 buts. À Nancy, il joue 6 matchs de D1.
Il termine sa carrière en CFA, au FC Mulhouse, de 1956 à 1958.

## Clubs
- 1946-1949 :  SR Colmar
- 1949-1955 :  FC Metz
- → 1952-1953 :  FC Nancy (prêt)
- 1956-1958 :  FC Mulhouse